# Alaeddine Yahia
Alaeddine Yahia - em árabe, علاء الدين يحيى (Colombes, 26 de Setembro de 1981) é um futebolista francês naturalizado tunisiano, que atua como zagueiro pelo SM Caen.

## Carreira
Yahia representou a Seleção Tunisiana de Futebol nas Olimpíadas de 2004, e a Copa do Mundo de 2006.